# Luka Sučić
Luka Sučić (Linz, 8 settembre 2002) è un calciatore croato, centrocampista della Real Sociedad e della nazionale croata.

## Biografia
Suo cugino Petar è anch'egli un calciatore.

## Caratteristiche tecniche
È un centrocampista centrale.

## Carriera

### Club
Cresciuto nel settore giovanile del Salisburgo, firma il suo primo contratto da professionista con il club il 15 luglio 2020, valido fino al 2024. Debutta in prima squadra il 9 settembre 2020 giocando l'incontro di ÖFB-Cup vinto 10-0 contro il Bregenz, dove segna anche la sua prima rete. Il 6 agosto 2021 rinnova il contratto che lo lega con i Die Mozartstädter estendendolo fino al 30 giugno 2025.
Il 2 agosto 2024 viene acquistato dalla Real Sociedad, con cui sigla un contratto quinquennale.

### Nazionale
Il 2 settembre 2021 fa il suo debutto con la Croazia U-21 andando anche a rete, scende in campo da titolare nella partita vinta 2-0 ai danni dell'Azerbaigian. Si ripete cinque giorni dopo trasformando un rigore nel successo per 0-2 in casa della Finlandia.
Nell'ottobre 2021 viene convocato per la prima volta in nazionale maggiore. L'11 ottobre seguente fa il suo debutto con i Vatreni subentrando al posto di Andrej Kramarić nel match casalingo pareggiato contro la Slovacchia (2-2).
Il 9 novembre del 2022, viene inserito dal CT Zlatko Dalić nella lista dei convocati per i Mondiali di calcio in Qatar.
Dopo non avere disputato nessuna partita ai Mondiali viene convocato pure per Euro 2024, in cui scende in campo in tutte e tre le sfide disputate dai croati che sono stati eliminati al primo turno.

## Statistiche
Statistiche aggiornate al 28 maggio 2024.

### Presenze e reti nei club
| Stagione          | Squadra           | Campionato        | Campionato | Campionato | Coppe nazionali | Coppe nazionali | Coppe nazionali | Coppe continentali | Coppe continentali | Coppe continentali | Altre coppe | Altre coppe | Altre coppe | Totale | Totale | Totale |
| Stagione          | Squadra           | Comp              | Pres       | Reti       | Comp            | Pres            | Reti            | Comp               | Pres               | Reti               | Comp        | Pres        | Reti        | Pres   | Reti   |        |
| ----------------- | ----------------- | ----------------- | ---------- | ---------- | --------------- | --------------- | --------------- | ------------------ | ------------------ | ------------------ | ----------- | ----------- | ----------- | ------ | ------ | ------ |
| 2019-2020         | Liefering         | 1L                | 15         | 4          |                 | -               | -               |                    | -                  | -                  |             | -           | -           | 15     | 4      |        |
| 2020-2021         | Liefering         | 1L                | 11         | 2          |                 | -               | -               |                    | -                  | -                  |             | -           | -           | 11     | 2      |        |
| 2020-2021         | Salisburgo        | BL                | 17         | 1          | CA              | 5               | 1               | UCL+UEL            | 3+2                | 0                  |             | -           | -           | 27     | 2      |        |
| 2021-2022         | Salisburgo        | BL                | 28         | 8          | CA              | 6               | 2               | UCL                | 10                 | 1                  |             | -           | -           | 44     | 11     |        |
| 2022-2023         | Salisburgo        | BL                | 15         | 0          | CA              | 2               | 0               | UCL+UEL            | 5+2                | 0+0                |             | -           | -           | 24     | 0      |        |
| 2023-2024         | Salisburgo        | BL                | 22         | 3          | CA              | 4               | 1               | UCL                | 6                  | 1                  |             | -           | -           | 32     | 5      |        |
| Totale Salisburgo | Totale Salisburgo | Totale Salisburgo | 82         | 12         |                 | 17              | 4               |                    | 28                 | 2                  |             | -           | -           | 127    | 18     |        |
| Totale carriera   | Totale carriera   | Totale carriera   | 108        | 18         |                 | 17              | 4               |                    | 28                 | 2                  |             | -           | -           | 153    | 24     |        |

### Cronologia presenze e reti in nazionale
| Cronologia completa delle presenze e delle reti in nazionale ― Croazia | Cronologia completa delle presenze e delle reti in nazionale ― Croazia | Cronologia completa delle presenze e delle reti in nazionale ― Croazia | Cronologia completa delle presenze e delle reti in nazionale ― Croazia | Cronologia completa delle presenze e delle reti in nazionale ― Croazia | Cronologia completa delle presenze e delle reti in nazionale ― Croazia | Cronologia completa delle presenze e delle reti in nazionale ― Croazia | Cronologia completa delle presenze e delle reti in nazionale ― Croazia |
| Data                                                                   | Città                                                                  | In casa                                                                | Risultato                                                              | Ospiti                                                                 | Competizione                                                           | Reti                                                                   | Note                                                                   |
| ---------------------------------------------------------------------- | ---------------------------------------------------------------------- | ---------------------------------------------------------------------- | ---------------------------------------------------------------------- | ---------------------------------------------------------------------- | ---------------------------------------------------------------------- | ---------------------------------------------------------------------- | ---------------------------------------------------------------------- |
| 11-10-2021                                                             | Osijek                                                                 | Croazia                                                                | 2 – 2                                                                  | Slovacchia                                                             | Qual. Mondiali 2022                                                    | -                                                                      | 85’                                                                    |
| 6-6-2022                                                               | Spalato                                                                | Croazia                                                                | 1 – 1                                                                  | Francia                                                                | UEFA Nations League 2022-2023 - 1º turno                               | -                                                                      | 79’                                                                    |
| 13-6-2022                                                              | Saint-Denis                                                            | Francia                                                                | 0 – 1                                                                  | Croazia                                                                | UEFA Nations League 2022-2023 - 1º turno                               | -                                                                      | 90+1’                                                                  |
| 16-11-2022                                                             | Riad                                                                   | Arabia Saudita                                                         | 0 – 1                                                                  | Croazia                                                                | Amichevole                                                             | -                                                                      | 46’                                                                    |
| 21-11-2023                                                             | Zagabria                                                               | Croazia                                                                | 1 – 0                                                                  | Armenia                                                                | Qual. Euro 2024                                                        | -                                                                      | 84’                                                                    |
| 3-6-2024                                                               | Fiume                                                                  | Croazia                                                                | 3 – 0                                                                  | Macedonia del Nord                                                     | Amichevole                                                             | -                                                                      | 46’                                                                    |
| 8-6-2024                                                               | Oeiras                                                                 | Portogallo                                                             | 1 – 2                                                                  | Croazia                                                                | Amichevole                                                             | -                                                                      | 54’                                                                    |
| 15-6-2024                                                              | Berlino                                                                | Spagna                                                                 | 3 – 0                                                                  | Croazia                                                                | Euro 2024 - 1º turno                                                   | -                                                                      | 65’                                                                    |
| 19-6-2024                                                              | Amburgo                                                                | Croazia                                                                | 2 – 2                                                                  | Albania                                                                | Euro 2024 - 1º turno                                                   | -                                                                      | 46’                                                                    |
| 24-6-2024                                                              | Lipsia                                                                 | Croazia                                                                | 1 – 1                                                                  | Italia                                                                 | Euro 2024 - 1º turno                                                   | -                                                                      | 24’ 70’                                                                |
| 5-9-2024                                                               | Lisbona                                                                | Portogallo                                                             | 2 – 1                                                                  | Croazia                                                                | UEFA Nations League 2024-2025 - 1º turno                               | -                                                                      | 67’                                                                    |
| 8-9-2024                                                               | Osijek                                                                 | Croazia                                                                | 1 – 0                                                                  | Polonia                                                                | UEFA Nations League 2024-2025 - 1º turno                               | -                                                                      | 46’                                                                    |
| 12-10-2024                                                             | Zagabria                                                               | Croazia                                                                | 2 – 1                                                                  | Scozia                                                                 | UEFA Nations League 2024-2025 - 1º turno                               | -                                                                      | 62’                                                                    |
| 15-10-2024                                                             | Varsavia                                                               | Polonia                                                                | 3 – 3                                                                  | Croazia                                                                | UEFA Nations League 2024-2025 - 1º turno                               | -                                                                      | 80’                                                                    |
| 15-11-2024                                                             | Glasgow                                                                | Scozia                                                                 | 1 – 0                                                                  | Croazia                                                                | UEFA Nations League 2024-2025 - 1º turno                               | -                                                                      | 65’                                                                    |
| 18-11-2024                                                             | Spalato                                                                | Croazia                                                                | 1 – 1                                                                  | Portogallo                                                             | UEFA Nations League 2024-2025 - 1º turno                               | -                                                                      | 58’                                                                    |
| 6-6-2025                                                               | Faro                                                                   | Gibilterra                                                             | 0 – 7                                                                  | Croazia                                                                | Qual. Mondiali 2026                                                    | -                                                                      | 64’                                                                    |
| Totale                                                                 |                                                                        | Presenze                                                               | 17                                                                     |                                                                        | Reti                                                                   | 0                                                                      |                                                                        |

| Cronologia completa delle presenze e delle reti in nazionale ― Croazia under 21 | Cronologia completa delle presenze e delle reti in nazionale ― Croazia under 21 | Cronologia completa delle presenze e delle reti in nazionale ― Croazia under 21 | Cronologia completa delle presenze e delle reti in nazionale ― Croazia under 21 | Cronologia completa delle presenze e delle reti in nazionale ― Croazia under 21 | Cronologia completa delle presenze e delle reti in nazionale ― Croazia under 21 | Cronologia completa delle presenze e delle reti in nazionale ― Croazia under 21 | Cronologia completa delle presenze e delle reti in nazionale ― Croazia under 21 |
| Data                                                                            | Città                                                                           | In casa                                                                         | Risultato                                                                       | Ospiti                                                                          | Competizione                                                                    | Reti                                                                            | Note                                                                            |
| ------------------------------------------------------------------------------- | ------------------------------------------------------------------------------- | ------------------------------------------------------------------------------- | ------------------------------------------------------------------------------- | ------------------------------------------------------------------------------- | ------------------------------------------------------------------------------- | ------------------------------------------------------------------------------- | ------------------------------------------------------------------------------- |
| 2-9-2021                                                                        | Velika Gorica                                                                   | Croazia under 21                                                                | 2 – 0                                                                           | Azerbaigian under 21                                                            | Qual. Europeo Under-21 2023                                                     | 1                                                                               | 68’                                                                             |
| 7-9-2021                                                                        | Oulu                                                                            | Finlandia under 21                                                              | 0 – 2                                                                           | Croazia under 21                                                                | Qual. Europeo Under-21 2023                                                     | 1                                                                               | 86’                                                                             |
| 8-10-2021                                                                       | Varaždin                                                                        | Croazia under 21                                                                | 3 – 2                                                                           | Norvegia under 21                                                               | Qual. Europeo Under-21 2023                                                     | 1                                                                               | 78’                                                                             |
| 16-11-2021                                                                      | Ried im Innkreis                                                                | Austria under 21                                                                | 1 – 3                                                                           | Croazia under 21                                                                | Qual. Europeo Under-21 2023                                                     | 1                                                                               | 83’                                                                             |
| 25-3-2022                                                                       | Varaždin                                                                        | Croazia under 21                                                                | 0 – 0                                                                           | Austria under 21                                                                | Qual. Europeo Under-21 2023                                                     | -                                                                               |                                                                                 |
| 29-3-2022                                                                       | Varaždin                                                                        | Croazia under 21                                                                | 2 – 3                                                                           | Finlandia under 21                                                              | Qual. Europeo Under-21 2023                                                     | -                                                                               | 64’                                                                             |
| 3-6-2022                                                                        | Drammen                                                                         | Norvegia under 21                                                               | 3 – 2                                                                           | Croazia under 21                                                                | Qual. Europeo Under-21 2023                                                     | 1                                                                               | 88’                                                                             |
| 23-9-2022                                                                       | Pola                                                                            | Croazia under 21                                                                | 2 – 1                                                                           | Danimarca under 21                                                              | Qual. Europeo Under-21 2023                                                     | -                                                                               |                                                                                 |
| 27-9-2022                                                                       | Vejle                                                                           | Danimarca under 21                                                              | 2 – 1 (4 – 5 dtr)                                                               | Croazia under 21                                                                | Qual. Europeo Under-21 2023                                                     | -                                                                               |                                                                                 |
| Totale                                                                          |                                                                                 | Presenze                                                                        | 9                                                                               |                                                                                 | Reti                                                                            | 5                                                                               |                                                                                 |

## Palmarès

### Club

#### Competizioni nazionali
- Campionato austriaco: 3

Salisburgo: 2020-2021, 2021-2022, 2022-2023
- Coppa d'Austria: 1

Salisburgo: 2020-2021